# Англия
А́нглия (англ. England [ˈɪŋɡlənd]) — страна в составе Соединённого Королевства. Население Англии составляет 84 % от общего числа населения Великобритании. Столица — Лондон, крупнейший город Великобритании.
Англия стала объединением семи некогда враждовавших королевств в 927 году и названа по имени древнегерманского племени англов, обосновавшегося на острове Великобритания в V—VI веках.
Англия — место происхождения английского языка, англиканской церкви, а также английского права, ныне формирующего основу юридических систем многих стран мира. Помимо этого, Лондон был центром Британской колониальной империи, а страна — местом начала Промышленной революции. Англия была первой промышленно развитой страной, а также страной с парламентской демократией, конституционные, правительственные и юридические новшества которой были переняты другими нациями и государствами.
Королевство Англия, включая княжество Уэльс, являлось отдельным государством до 1 мая 1707 года, когда объединилось с Королевством Шотландия в Королевство Великобритания.

## Этимология
Англия получила своё название в честь англов, германского племени, которое наряду с саксами и ютами мигрировали на остров Великобритания в V и VI веках н. э. Некоторые историки[какие?] полагают, что это племя было потомками выходцев тех, кто жил на полуострове Ангельн, части полуострова Ютландия, являющемся сегодня частью северной Германии.
Первые упоминания об англах содержатся в труде древнеримского историка Публия Корнелия Тацита «Германия», написанном им в 98 году н. э.
Согласно Оксфордскому словарю английского языка, самое раннее известное упоминание названия «Англия» применительно к южной части острова Великобритания относится к 897 году.

## География
Англия занимает 2/3 острова Великобритания. На севере граничит с Шотландией, на западе — с Уэльсом. Юг упирается в пролив Ла-Манш.
Ландшафт Англии состоит в основном из покатых холмов, к северу местность становится более гористой. Горная и равнинная местность условно разделяются по линии, проходящей между устьем реки Тис (Тиссайд) на северо-востоке и устьем реки Экс (Девон) на юго-западе. На востоке располагается низменная болотистая местность, которая в основном была осушена для сельскохозяйственного использования.

## Климат
Англия имеет умеренный морской климат: он мягкий, с температурой ненамного выше 0 °C (32 °F) зимой и ненамного выше 32 °C (90 °F) летом. Погода относительно часто влажная и переменчивая. Самыми холодными месяцами являются январь и февраль, особенно на английском побережье, в то время как июль обычно является самым тёплым месяцем. Месяцами с мягкой и тёплой погодой являются май, июнь, сентябрь и октябрь.

## История
Территория современной Англии на момент вторжения Юлия Цезаря в 55 году до н. э., как и век спустя, ко времени захвата императором Клавдием, была населена кельтскими племенами, называвшимися бриттами. В результате захвата вся южная часть острова (современные Англия и Уэльс) стала частью Римской империи до её распада в V веке н. э.
Без помощи римских легионов Римская Британия не могла долго противостоять варварам-германцам, появившимся в V—VI вв., как свидетельствуют хроники, по приглашению самих бриттов, которые с их помощью рассчитывали защититься от кельтских племён с севера — пиктов и скоттов. Пришельцы представляли собой три группы — юты, саксы и англы. Освоив территории бриттов, эти германцы стали теснить их на территорию Уэльса и Корнуолла. Со временем на занятых германскими пришельцами землях сформировались отдельные королевства, образовавшие, в частности, «Англосаксонскую гептархию» (союз семи королевств). Время от времени один из семи англосаксонских королей, называемый «Бритвальда», что можно вольно перевести как «Правитель Британии», получал контроль над большей частью Англии — так что трудно назвать момент, когда Англия была окончательно объединена. По некоторым описаниям, объединение наступило вместе с нашествием датских викингов, захвативших восточную часть Англии. Эгберт, король Уэссекса (умер в 839), часто называется первым королём всей Англии, хотя титул «Король Англии» возник лишь два поколения спустя — в период правления Альфреда Великого (871—899).

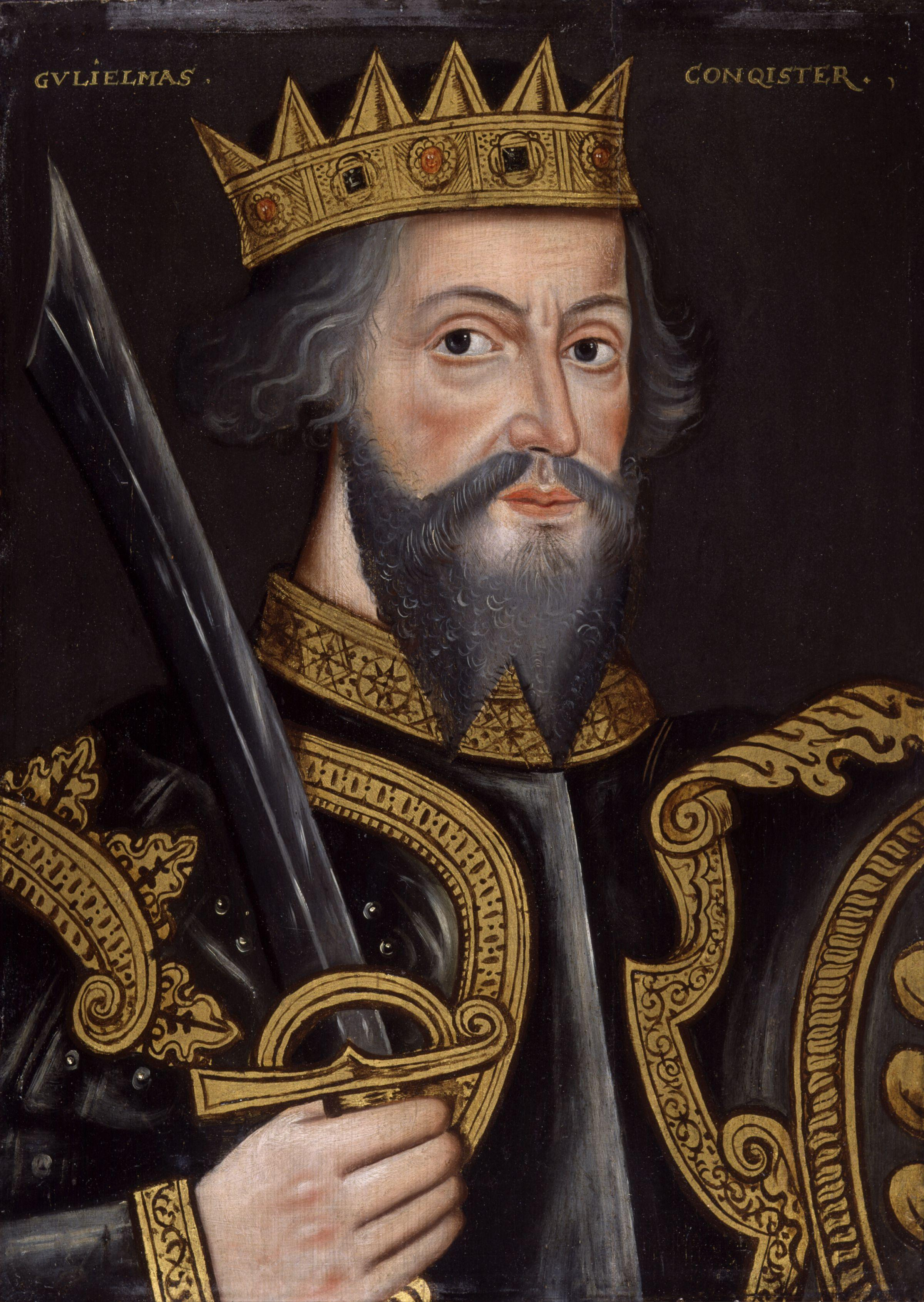
Вильгельм I Завоеватель

Некоторые историки[какие?] начинают отсчёт правителей с норманнского завоевания в 1066 году, нумерация английских монархов также использует это событие как нулевую точку (например, Эдуард I, коронованный в XIII веке, не был первым королём с таким именем — но он был первым Эдуардом с 1066 года). Но Вильгельм Завоеватель не основал и не объединял страну, а только захватил существующую Англию, насадив франко-норманнское управление.
В конце XIII века соседнее княжество Уэльс было окончательно завоёвано Англией и стало частью английского королевства. История Англии как независимого государства идёт через Средневековье и Возрождение к периоду правления Елизаветы I, последней королевы из династии Тюдоров, после которой царствовал Яков I, бывший королём Шотландии под именем Якова VI. Монархический союз Англии и Шотландии, состоявшийся в 1603 году, был дополнен веком позже Актом о союзе (1707 года), который, в соответствии с заключённым немного ранее Договором об унии, окончательно объединил Англию и Шотландию в Королевство Великобритания (англ. Kingdom of Great Britain).

## Политическое устройство
После реформ 1990-х годов по переходу к деволюции в Северной Ирландии, Уэльсе и Шотландии, Англия осталась единственной из составных частей Великобритании, не имеющей собственного парламента и правительства. Функции парламента Англии исполняет парламент Великобритании, функции правительства — правительство Великобритании. Исполнительную власть, отвечающую в том числе и за территорию Англии, возглавляет премьер-министр Великобритании, которым в настоящее время является Кир Стармер.
Существует движение в поддержку создания самостоятельного парламента и правительства Англии. Недовольство сторонников движения вызывает тот факт, что в то время, как решения, применяемые к одной Шотландии, принимает собственный парламент Шотландии (и аналогично с Уэльсом и Северной Ирландией), решения, применяемые к одной Англии, принимает общегосударственный парламент, где голосуют шотландские, уэльские и североирландские депутаты. В 2004 году Северо-Западные регионы Англии провели референдум о создании выборного регионального парламента, который бы послужил прототипом парламента для Англии, однако большинство избирателей высказалось против.
Идея самостоятельного парламента поддерживается многими деятелями Консервативной партии, в то время как партия лейбористов полагает, что создание самостоятельных органов власти в крупнейшей части королевства приведёт к резкому уменьшению роли Шотландии, Уэльса и Северной Ирландии и чревато распадом государства.

## Административное устройство
Исторически наиболее крупным административным образованием в Англии были графства. Эти образования возникли из более древних, существовавших до объединения Англии — королевств (как Сассекс и Эссекс), герцогств (как Йоркшир, Корнуолл и Ланкашир) или просто земельных наделов, которыми награждали дворян — таких как Беркшир. До 1867 года они были разделены на более мелкие образования, называвшиеся сотнями.
Самоуправление в пределах графства после политического объединения практически отсутствовало, поэтому границы графств не были точно определены и не имели практически никакой роли.
После промышленной революции в результате возникновения крупных индустриальных центров образовались метропольные графства, центрами которых стали крупнейшие города.
В настоящее время Англия состоит из 9 регионов и 48 церемониальных графств.

## Экономика
Важную роль в английской экономике играют сельское хозяйство, промышленное производство, индустрия высоких технологий и спортивная индустрия. В 2010 году спорт обеспечил 1,9 % ВВП Англии, войдя в число 15 крупнейших отраслей английской экономики, опередив такие отрасли как услуги связи, юридические услуги, бухгалтерский учёт, издательское дело, реклама и коммунальные услуги. В 2010 году со спортом было связано более 400 000 рабочих мест, то есть около 2,3 % всей занятости в Англии. По оценкам специалистов польза для здоровья людей регулярно занимавшихся спортом принесла английской экономике £ 11,2 млрд. Проведение массовых спортивных соревнований, таких как марафоны, повышают узнаваемость мест их проведения и позволяют увеличить доходы от туризма при минимальных инвестициях в инфраструктуру. Строительство новых стадионов, таких как «Миллениум» в Кардиффе и «Этихад» в Манчестере, стимулировало рост цен на местных рынках недвижимости.

## Культура

### Кухня
Рыба и картофель фри, Йоркширский пудинг, Полный английский завтрак, Воскресный обед, Жаба в норке, Пастуший пирог, Трайфл.

### Национальный костюм
Хотя Королевство Англия и является страной с богатыми национальными традициями, она не имеет чётко определённую национальную одежду. В качестве примера английского народного костюма часто приводятся костюмы танцоров, исполняющих танец моррис. В прошлом он считался ритуальным танцем и ему приписывалось магическое значение, связанное с пробуждением земли. Различные танцевальные группы допускают вариации в классическом костюме, который состоит из чёрных бриджей с колокольчиками вокруг голени, белой рубашки, жилетки и фетровой или соломенной шляпы, украшенной лентами и цветами. Колокольчики, как и цветы на шляпе, призваны оградить от зла и принести плодородие. Первоначально этот танец исполняли только мужчины, но сейчас в нём участвуют и женщины.
Помимо этого, существует точка зрения, согласно которой за основу национального английского костюма следует брать одеяние англосаксонских племён, населявших территорию современного графства Кент в VII—VIII веках н. э. Мужчины носили характерные перепоясанные светлые холщовые рубахи навыпуск (рубахи имели небольшой вырез на груди, который стягивался шнурком, зашнурованным крест-накрест) и тёмные брюки. На поясе висел кинжал. Женщины носили светлые долгополые холщовые рубахи, поверх которых надевался подпоясанный незастёгивающийся женский кафтан.
Однако в Великобритании существуют некоторые профессиональные различия в одежде, в её деталях. Например, рабочие носят кепи, а докеры портовых городов повязывают на шею пёструю косынку; многие пожилые фермеры предпочитают носить давно вышедшие из моды костюмы-тройки и фетровые шляпы. Даже сейчас в деловых кварталах Сити можно увидеть клерков, одетых по давней традиции совершенно одинаково: узкие брюки в полоску, чёрный пиджак, высокий белый воротничок, шляпа-котелок на голове, а в руках неизменный чёрный зонтик.

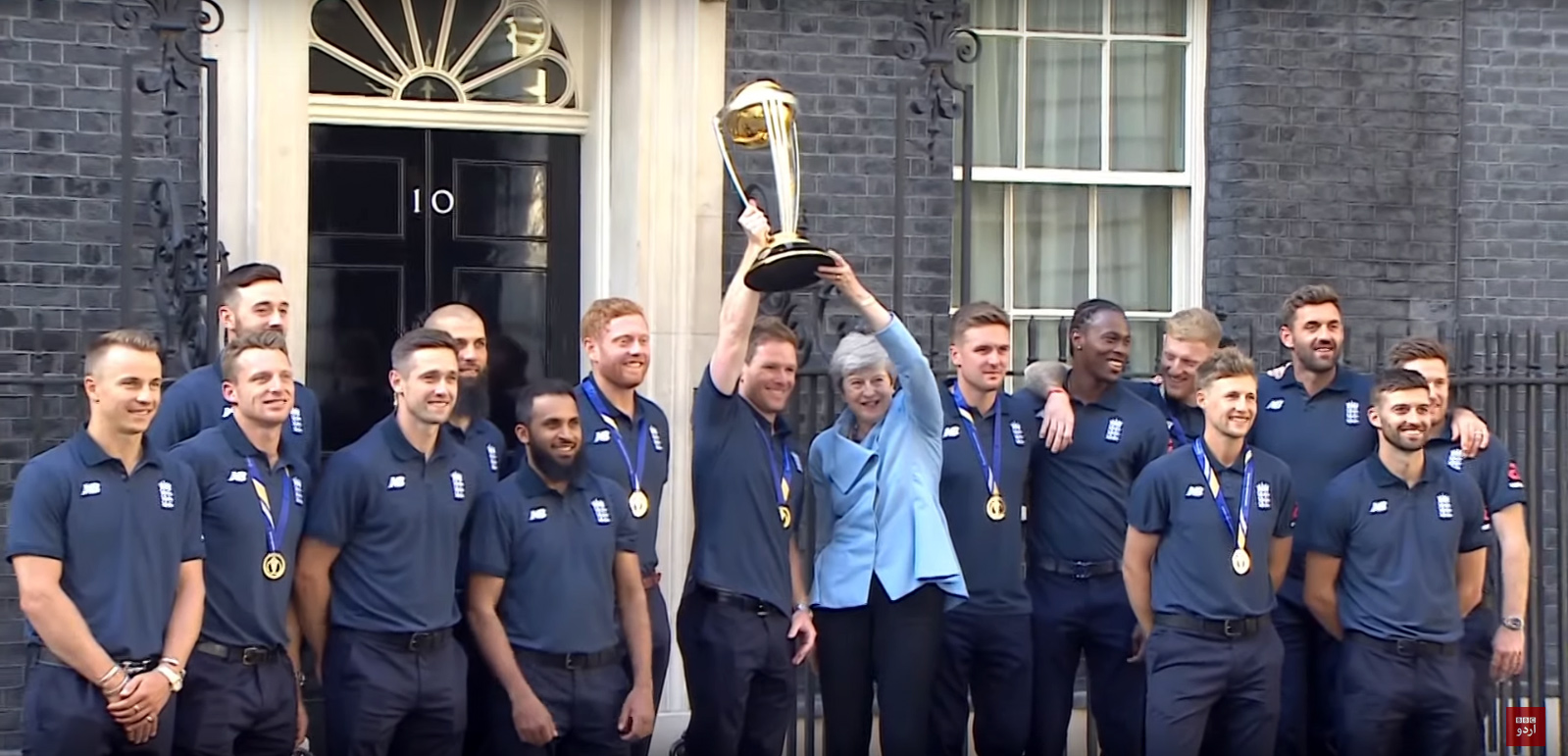
Сборная Англии по крикету, выигравшая чемпионат мира 2019 года, с премьер-министром Терезой Мэй около входа в резиденцию премьер-минстра Даунинг стрит, 10

## Спорт
Спорт играет важную роль в английском обществе. Среди командных видов спорта в Англии популярны футбол, хоккей на траве, крикет, регби, регбилиг и нетбол. Основные индивидуальные виды спорта: бадминтон, лёгкая атлетика, теннис, бокс, гольф, велоспорт, автоспорт и скачки. Футбол — самый популярный вид спорта, за ним следуют крикет, теннис и регби. Ряд современных видов спорта были систематизированы в Англии в XIX веке, в том числе крикет, регби, регбилиг, футбол, хоккей на траве, сквош, теннис и бадминтон. Впервые бейсбол был описан в Англии XVIII века.
Англия имеет свою национальную команду во многих командных видов спорта, но в Олимпийских играх участвует сборная Великобритании. Соревнование между странами Англией, Шотландией, Уэльсом и Северной Ирландией традиционно было в центре спортивной жизни Великобритании, но в последние десятилетия интерес к нему угасает. В частности, больше не проводится Домашний чемпионат Великобритании по футболу. Клубные соревнования по большинству командных видов спорта также проводятся отдельно в Англии. Однако существуют различные аномалии, такие как участие трёх крупнейших валлийских футбольных клубов в системе английских лиг и одного английского клуба в шотландской футбольной лиге.